# Nathalie Lancien
Nathalie Lancien, född den 7 mars 1970 i Paimpol, Frankrike, är en fransk tävlingscyklist som tog OS-guld i poängloppet vid olympiska sommarspelen 1996 i Atlanta.